# Museo de Arte Moderno de Tokushima
Museo de Arte Moderno de Tokushima (徳島県立近代美術館 Tokushima Kenritsu Kindai Bijutsukan?) es un museo de arte de Japón, inaugurado en 1990 en la ciudad de Tokushima.

## Colección
La colección permanente del Museo de Arte Moderno de Tokushima incluye obras de artistas occidentales y japoneses, como Picasso, Klee, Kiyokata Kaburagi, Seishi Kishimoto, Antony Gormley.

## Exposiciones
En 2015, el Museo de Arte Moderno de Tokushima exhibió obras occidentales de la colección del Museo de Arte Fuji de Tokio, que resume 300 años de arte occidental, comenzando con pinturas barrocas de Anthony van Dyck, incluidas obras de Camille Corot, Pierre-Auguste Renoir, Claude Monet y otros, hasta las obras modernas de Moise Kisling. El artista japonés Yutaka Moriguchi tuvo una exposición individual en el museo en 2011. En 2008, el museo celebró la Exposición Internacional de Impresión, que incluyó obras de James Turrell.